# Benjamin Gavoille
Benjamin Gavoille (* 30. November 1987 in Chamonix-Mont-Blanc) ist ein französisch-neuseeländischer Eishockeyspieler, der seit 2019 bei Adelaide Adrenaline in der Australian Ice Hockey League spielt.

## Karriere
Benjamin Gavoille begann seine Karriere im Nachwuchsbereich des französischen Rekordmeisters Chamonix Hockey Club, für den er in den höchsten französischen Nachwuchsklassen auflief. Mit 22 Jahren unterbrach er seine Karriere, die er erst 2013 in Neuseeland wieder aufnahm, als er bei Dunedin Thunder aus der New Zealand Ice Hockey League anheuerte. 2019 wechselte er zu Adelaide Adrenaline in die Australian Ice Hockey League.

### International
Für die neuseeländische Nationalmannschaft nahm Gavoille nach seiner Einbürgerung erstmals an der Weltmeisterschaft 2019 in der Division II teil.

## Statistik
(Stand: Ende der Saison 2019)